# Cástor González Velázquez
Cástor González Velázquez (Madrid, 1768-Madrid, 1822) fue un pintor español.

## Biografía
Nacido en Madrid en 1768, era hijo menor del artista Antonio González y hermano del también pintor Zacarías González Velázquez. Estudió en la Academia de San Fernando y obtuvo en el concurso general de 1787 el premio primero de la segunda clase por la pintura. El 15 de noviembre de 1818 fue nombrado individuo de mérito de dicha academia, si bien falleció en Madrid cuatro años más tarde. Tuvo la consideración de pintor de cámara. En el Casino del Príncipe del Escorial había dos tablas de su mano: La sacra familia y Un descanso en la huida a Egipto, y en la Academia de San Fernando una Santa Cecilia, copia en miniatura de Guido Reni. Trabajó en la real fábrica de porcelana.